# كليوباترا الثالثة
كليوباترا الثالثة، (بالإنجليزية: Cleopatra III)‏، تدعى (كوكى). (باليونانية: Κλεοπάτρα)‏. هي ملكة مصر (142 - 101 قبل الميلاد). ولدت سنة 161 ق.م. وقتلها ابنها بطليموس العاشر سنة 101 ق.م. عرفت باسم كليوباترا كوكى. أصغر بنات بطليموس السادس وكليوباترا الثانية، واخت كليوباترا ثيا، وزوجة بطليموس الثامن أخوه (بطليموس السادس) الثانية، وام بطليموس التاسع، وجدة برينيكي الثالثة.

## مقالات ذات صلة
- الأسرة المصرية الثلاثون
- بطليموس السادس
- المملكة البطلمية